# 黑六论
黑六论是中华人民共和国文化大革命期间，中国共产党在1968年进行整党建党之初集中批判时任国家主席刘少奇的所谓六个修正主义“反动”理论。这六个理论均见于刘少奇1949年后至1966年文化大革命爆发前发表或支持发表过的言论，以及其在1939年发表的《论共产党员的修养》，并均在1967年前后分别受到过批判。

## 出处
黑六论见于中国共产党主办的《红旗》杂志一九六八年第四期社论《吸收无产阶级的新鲜血液——整党工作中的一个重要问题》。该社论意在指导即将进行的整党建党工作。1968年10月16日，《人民日报》全文转载了这篇社论。
该社论内称（以下为该文其中一个自然段），

——整党工作中的一个重要问题（节选）
社会主义革命时期，重视工人队伍中党的建设，重视发扬革命朝气，是毛主席一贯的思想。早在一九四九年三月七届二中全会的报告中，毛主席就提出城市工作中“我们必须全心全意地依靠工人阶级，团结其他劳动群众，争取知识分子”。一九五○年六月，毛主席在七届三中全会题为《为争取国家财政经济状况的基本好转而斗争》的报告中，又明确提出“必须注意有步骤地吸收觉悟工人入党，扩大党的组织的工人成份。”一九五七年七月，毛主席在《一九五七年夏季的形势》中又指出：“共产党员一定要有朝气，一定要有坚强的革命意志，一定要有不怕困难和用百折不挠的意志去克服任何困难的精神，一定要克服个人主义、本位主义、绝对平均主义和自由主义，否则就不是一个名副其实的共产党员。”一九六七年，在文化大革命已取得决定性胜利的时候，毛主席又提出：“党组织应是无产阶级先进分子所组成，应能领导无产阶级和革命群众对于阶级敌人进行战斗的朝气蓬勃的先锋队组织。”中国赫鲁晓夫等钻进党的领导机关的一小撮阶级敌人，完全同毛主席这条无产阶级建党路线相对抗。他们不是依靠工人阶级，而是依靠资产阶级（和资产阶级知识分子）。他们不是注意吸收无产阶级的先进分子入党，而是包庇无产阶级的叛徒、工贼、特务、反革命分子，千方百计帮助这些人混入党内攫取领导职位。他们不是提高工人和要求入党的积极分子的无产阶级觉悟，而是向他们灌输最腐朽最黑暗的资产阶级反动思想。中国赫鲁晓夫推行所谓“六论”：即“阶级斗争熄灭论”“驯服工具论”“群众落后论”“入党做官论”“党内和平论”“公私溶化论”（即“吃小亏占大便宜”），就是用修正主义去腐蚀工人群众，腐蚀党。“六论”的中心是“阶级斗争熄灭论”和“驯服工具论”。前者否定无产阶级专政，妄想扼杀党的无产阶级革命性，使无产阶级革命党蜕化变质。后者否定在无产阶级专政条件下必须继续革命，妄想扼杀共产党员的无产阶级革命性，使党员蜕化变质。文化大革命初期一批党员所以一度站错了队，就是受了中国赫鲁晓夫“六论”的毒害。我们必须认真执行毛主席的无产阶级建党路线，认真学习毛主席关于无产阶级专政条件下继续革命的理论，认真学习毛主席关于党的性质和任务的理论，彻底清除中国赫鲁晓夫反革命修正主义建党路线的毒害，把上述这些反动观点批透，并且在包括工厂、商店、人民公社、机关、学校、街道等各个方面的群众中认真清理好阶级队伍，把混在群众中的极少数的反革命分子挖出来，使吸收新党员有一个可靠的思想和组织基础。
文中所称的「中国赫鲁晓夫」是委婉语，即指刘少奇。文章发表后仅十多天，1968年10月31日，中共八届十二中全会便通过决议：“将刘少奇永远开除出党，撤销其党内外的一切职务，并继续清算刘少奇及其同伙叛党叛国的罪行。”并且号召：“全党同志和全国人民继续深入展开革命大批斗，肃清刘少奇等党内最大的一小撮走资派的反革命修正主义的思想。”

## 阶级斗争熄灭论
阶级斗争熄灭论源于刘少奇1957年4月27日《在上海市党员干部大会上的讲话》。在1985年12月15日由人民出版社刊行的《刘少奇选集》下卷，收录了该讲话，标题定为《如何正确处理人民内部矛盾》，其中全文第二部分有删节。和“阶级斗争熄灭论”有关的是该讲话前几个自然段：
最近，我到河北、河南、湖北、湖南、广东跑了一下，同这五个省的领导同志谈过一些问题，也找一些工人代表、学生代表、民主人士座谈过。当前的问题，就是如何正确地处理人民内部的矛盾。这个问题，毛泽东同志作过报告，你们也正在讨论。现在就我所感觉到的，以及同志们提出来的一些问题，讲一讲。
有很多同志在讨论这个问题：现在国内的主要矛盾到底是什么？是敌我矛盾，还是人民内部的矛盾？
现在我们国内是不是敌我矛盾是主要矛盾？不能这样讲。现在国内除台湾外地主阶级早已消灭了，官僚资产阶级也已消灭了，反革命也基本上消灭了，还剩下一点残余，剩下一点尾巴，所以不能说现在我们国内敌我矛盾还是主要的。当然，也还有少数反革命分子，对于这些人要提高警惕，他们还可以作乱，还可以进行破坏活动；地主阶级的残余也还在农村里面，也有些人还是要进行破坏活动的，不看到这一点，对这些人丧失警惕性，麻痹大意，是不对的。但是，他们作为阶级已经消灭或基本上消灭了。此外，经过社会主义改造，资产阶级作为阶级也基本上消灭了，虽然他们之中有一小部分人还是不服气的。所以，我们说国内主要的阶级斗争已经基本上结束了，或者说基本上解决了。
中华人民共和国成立以前，中国人民与帝国主义、封建主义和官僚资本主义的矛盾是主要矛盾。中华人民共和国成立以后，特别是在土地改革以后，主要矛盾就转了，帝国主义赶走了，地主阶级经过土地改革也消灭了，官僚资产阶级也消灭了，主要矛盾就变成无产阶级与资产阶级的矛盾。公私合营以后，无产阶级与资产阶级的矛盾也基本上解决了。党的第八次代表大会讲了这个问题，这些矛盾都基本解决了，那末现在什么矛盾是主要的？就提出了这个问题。应该讲，现在人民内部的矛盾已成为主要矛盾。 
对此，《人民日报》1967年8月20日发表署名“反修兵”的文章《彻底批判“阶级斗争熄灭论”的反动谬论——驳斥中国赫鲁晓夫一九五七年〈在上海市党员干部大会上的讲话〉》，批判“阶级斗争熄灭论”。该文称，
 生产资料所有制的社会主义改造基本完成以后，还存在不存在阶级和阶级斗争？还要不要继续搞社会主义革命？这是关系到社会主义革命事业命运的根本问题，是关系到无产阶级专政能否巩固的根本问题。
……
我们伟大领袖毛主席在《关于正确处理人民内部矛盾的问题》这部光辉著作中，对社会主义社会的阶级斗争形势，作了科学的、系统的、深刻的分析，明确指出：“在我国，虽然社会主义改造，在所有制方面说来，已经基本完成，革命时期的大规模的急风暴雨式的群众阶级斗争已经基本结束，但是，被推翻的地主买办阶级的残余还是存在，资产阶级还是存在，小资产阶级刚刚在改造。阶级斗争并没有结束。无产阶级和资产阶级之间的阶级斗争，各派政治力量之间的阶级斗争，无产阶级和资产阶级之间在意识形态方面的阶级斗争，还是长时期的，曲折的，有时甚至是很激烈的。无产阶级要按照自己的世界观改造世界，资产阶级也要按照自己的世界观改造世界。在这一方面，社会主义和资本主义之间谁胜谁负的问题还没有真正解决。”
中国赫鲁晓夫公然同毛主席大唱反调，大讲阶级已经消灭，阶级斗争已经结束，不要革命，要取消革命。他说：“现在国内敌人已经基本上被消灭，地主阶级早已消灭了，资产阶级也基本上消灭了，反革命也算是基本上消灭了”。因此，在他看来，“这阶级两个字是值得考虑了”。他说阶级斗争已经“结束了”，“公私合营以后，无产阶级与资产阶级的主要矛盾也解决了”，因此，“国内主要的阶级斗争已经基本上结束了，或者说基本上解决了”。
……
“阶级斗争熄灭论”必然导致取消无产阶级专政，必然导致“全民党”、“全民国家”。这是中国赫鲁晓夫反革命逻辑发展的必然结果，也是他推销“阶级斗争熄灭论”的最终目的。
……

“阶级斗争熄灭论”就是这样一种颠覆无产阶级专政的亡党、亡国的反革命“理论”。苏联社会主义制度的和平演变，就是在这种反革命“理论”的基础上进行的。赫鲁晓夫在臭名昭著的取消无产阶级专政，实现“全民党”、“全民国家”的“理论”掩盖下，把苏联党逐步变成压迫人民的法西斯党，使无产阶级专政变成资产阶级专政。中国赫鲁晓夫妄图如法炮制。他这个长期隐藏在无产阶级专政机构内部的窃国大盗，也是在“阶级斗争熄灭论”掩盖下，伙同一小撮大党阀、大军阀、大学阀，在我们党和无产阶级专政机构内部隐蔽设置资产阶级司令部，从思想上、组织上、政治上猖狂地向无产阶级司令部展开全面的进攻，妄图篡夺党和国家的领导权，颠覆无产阶级专政，实行资本主义复辟。但是，在战无不胜的毛泽东思想光辉照耀下，他的一切阴谋诡计全部破产了。

## 驯服工具论
驯服工具论源于1958年由《北京日报》的《共产党员》专刊自1958年5月19日到7月29日组织的关于“共产党员应不应该有个人志愿”的讨论。这次讨论集中彻底批判了张家仁提出的反对党员做党的驯服工具的意见，打退了其“猖狂进攻”。在刘少奇授意和批准下，1958年7月29日《北京日报》发表社论《共产党员应该有什么样的志愿》，对此次讨论进行总结。1958年7月31日，《人民日报》全文转载该文并配发编者按。此后该文出版了多个单行本及各少数民族语言单行本，在中华人民共和国全国发行。
1958年7月31日《人民日报》转载时配发的编者按称，
编者按　北京日报“共产党员”专刊从5月19日到7月29日，组织了一次关于“共产党员应不应该有个人志愿”的讨论。讨论的目的是为了提倡共产主义风格，深入批判资产阶级个人主义思想，帮助党员正确理解和对待党性和个性、党和个人的关系问题，从而鼓足干劲、力争上游，做一个党的奋发有为的工具，为贯彻执行党的总路线，为实现共产主义的伟大理想而奋斗。

这次讨论，《北京日报》上先后发表了三十多篇文章，着重对共产党员应该有什么样的志愿进行了讨论。特别是针对张家仁提出的反对党员做党的驯服工具，污蔑党决定干什么就安心干什么的党员是“没有理想”、“没有头脑”、“没有创造性”、“生平无大志”等谬论，进行了彻底的批判和斗争。7月29日，北京日报对这次讨论作了总结。
《北京日报》的社论称，
在本报“共产党员”专刊上展开的“共产党员应不应该有个人志愿”的讨论，是一场关于个性和党性的关系、个人和党的关系问题的争论。在这场争论中，异常鲜明地反映了两种世界观、两种立场的斗争。一种是以张家仁为代表的唯心主义的资产阶级个人主义者，他们站在资产阶级的立场上，用唯心主义的观点来观察问题。他们假借“解放思想，提倡共产主义风格”来夸大个性和个人志愿的“独立性”，把个性、个人志愿同党性、党的需要对立起来，把个人利益放在党的利益之上，把个人自由放在组织纪律之上。其实，他们所了解的个性，只是资产阶级的个性，而不是无产阶级的个性；他们所了解的党性，也是资产阶级的党性，而不是无产阶级的党性。他们反对党员做党的工具，尤其反对党员做党的驯服的工具。他们污蔑党让干什么就安心干什么的党员是“没有理想”、“没有头脑”、“没有创造性”、“碌碌无为”的人。他们很猖狂地向党进攻，企图以西风压倒东风，以白旗压倒红旗。同他们针锋相对的是绝大多数共产党员的唯物主义的无产阶级的红旗。这些同志坚决地驳斥了以张家仁为代表的资产阶级个人主义的唯心主义的观点，保卫了无产阶级的唯物主义的观点，保卫了党的组织原则。可以说，这一场争论是以拔掉白旗，插上红旗，是以东风压倒西风的形势而终结的。
张家仁等认为，党员服从党的分配，党让干什么就安心干什么，就是“没有头脑”、“没有出息”的工具，而且傲慢地说，他们瞧不起这样的党员。我们说，我们首先是工具。我们是主人又是工具。这是马克思列宁主义的基本理论问题。这正是我们同资产阶级在个人和集体关系问题上的根本分歧。请问，我们不是工具又是什么呢？我们不做工具又做什么呢？党员是工具，是党的工具。归根到底，党员个人和党都是工具，是无产阶级的工具，是人民的工具。国家也是工具，是统治阶级的工具：剥削阶级的国家，是少数剥削者的工具；我们的国家，是工人阶级领导的全体人民的工具。我们每个党员、革命者、主席、总理等等都是工具。
……
有人说，作党的工具也可以，但是为什么非要作党的驯服工具不可呢？他们对“党的驯服工具”这个词感到很刺耳，思想感情上接受不了。我们说，既然党员是党的工具，就有应当作什么样的工具的问题。是作驯服的工具，还是作调皮的工具呢？是作容易驾驭的工具，还是作不容易驾驭的工具呢？当然要作驯服的工具，要作容易驾驭的工具。一个忠诚的共产党员，应该全心全意地为党为人民服务，要憎党之所憎，爱党之所爱，对敌人要“横眉冷对千夫指”，对党和人民要“俯首甘为孺子牛”，要善于领会党的意图，兢兢业业地，有时甚至不惜赴汤蹈火地去完成党所交付的任务；要会体贴人民的心情，知人民的冷暖，以党与人民之忧为忧，以党与人民之乐为乐，同党和人民心心相印，就像一个很精巧的工具，让党使起来非常灵便，得心应手。我们的无数先烈和广大党员都是这样的，党指到哪里，他们就奔向哪里，甚至不惜献出自己的生命。我们党就是依靠了这些忠诚的党员，战无不胜，攻无不克，从胜利走向胜利。可是对这些忠诚的党员，有的人却瞧不起。他们看到这些党员对党这样驯服、这样忠顺，在思想感情上接受不了。他们认为做党的驯服工具，有损他们的“自尊心”，有损他们的“清高”。因此他们对党总是若即若离，对党的话总是半信半疑，同党的关系总是格格不入、别别扭扭的；党叫他们干什么，他们总是讨价还价，犹犹豫豫。如拿工具来作比，也是一个破烂工具，使起来老不合辙，常出故障。试想一想，这样的人怎么能够做党和人民的驯服工具，怎么能够很好地为党为人民服务呢？他们的思想感情，在根本上不是无产阶级和劳动人民的思想感情，而是一种资产阶级的思想感情，对这种人必须进行认真的思想改造。
有人说，党员做了驯服工具，就会变成死脑筋，叫干啥就干啥，妨碍发挥个人的创造性和才能。他们把有头脑同做驯服工具对立起来，把自觉地工作同服从党对立起来，说什么做驯服工具就没有理想，就不能发挥他的创造性和才能；要有头脑有创造性，就必须坚持个人志愿，不作驯服的工具。我们说，为了做党的驯服工具，正需要发挥每个人的聪明才智，发挥每个人的创造性和特长。做工具，有死工具也有活工具。死工具，不推不动，推一下，动一下，像汽车，不开它不动，不关它不停。还有活工具，人是活工具，不仅身体活动，脑子也活动。脑子多活动些好呢，还是少活动些好呢？当然是多活动些好。要敢想、敢说、敢干，敢于坚持真理、修正错误，鼓足干劲、力争上游、多快好省、精通业务。越是好的工具，越需要能动脑筋、能钻研问题，能大胆创造。发挥每个人的创造性和才能同做好驯服的工具，不但不矛盾，而且是相得益彰的。要做党的驯服的工具，而且要做积极性高、创造性大的工具。世界上只有共产党人的理想是最伟大的，难道世界上还有比终生为共产主义事业奋斗的理想更伟大的吗？难道世界上还有比敢干前人从未干过的共产主义事业的党员更能动脑筋、更能钻研、更有创造性的吗？远的不讲，就拿全国大跃进以来各地的发明创造来说，有哪一种不是愿做党和人民驯服工具的人创造成功的呢？问题不是很清楚吗？
……
当然，资产阶级个人主义思想不是通过几次讨论就能彻底扫除的。资产阶级个人主义者，他们总是千方百计地到处表现自己，乱刮他们的歪风，传播他们的谬论，散发他们的臭气。我们要提高嗅觉，善于识别风向。发现歪风，坚决顶住，发现白旗，坚决拔掉，到处插上无产阶级的红旗、共产主义的红旗。
共产党员究竟应该有什么样的志愿呢？任何忠诚的共产党员，都应该：鼓足干劲、力争上游，做一个党的奋发有为的驯服的工具，为贯彻执行党的总路线，为实现共产主义的伟大理想而奋斗。这就是我们的结论。

1967年4月7日，《北京日报》发表社论《打倒反动的“驯服工具”论》，批判所谓“驯服工具”论。1967年4月10日，《人民日报》全文转载了这一社论。
社论开头首先指出了1958年那篇文章的刊发背景。其中党内头号走资本主义道路的当权派是指刘少奇。
一九五八年五月，在党的第八届全国代表大会第二次会议上，毛主席亲自主持制定了鼓足干劲、力争上游、多快好省地建设社会主义的总路线，号召全国人民破除迷信，解放思想，发扬敢想、敢说、敢做的共产主义精神。在总路线的光辉照耀下，全国人民干劲冲天，气壮山河，实现了震撼世界的国民经济全面大跃进！伟大的无产阶级革命家毛主席，对这史无前例的革命群众运动给予热情的赞扬和极高的评价。他说：“从来也没有看见人民群众象现在这样精神振奋，斗志昂扬，意气风发。”“中国劳动人民还有过去那一副奴隶相么？没有了，他们做了主人了。”

但是，党内头号走资本主义道路的当权派公然与毛主席大唱反调。六月三十日，他专程来到旧《北京日报》社，为旧《北京日报》组织的“共产党员应不应该有个人志愿”的讨论，作了一次总结性的谈话。旧《北京日报》社社长、反革命修正主义分子范瑾，根据这次谈话，整理出一篇题为《共产党员应该有什么样的志愿》的社论，经过党内头号走资本主义道路的当权派亲自审定，发表在七月二十九日的旧《北京日报》上。这样，反动的“驯服工具”论，就正式出笼了。“驯服工具”论疯狂反对毛泽东思想，疯狂反对党的建设社会主义的总路线，妄图用奴隶主义束缚革命群众的手脚，阻碍社会主义革命事业的深入发展。
接着，社论对驯服工具论进行了批判，
“驯服工具”论的提出者，站在资产阶级反动立场上，极端鄙视群众，把群众视为“牛马”、“奴隶”，胡说什么“牛马是活工具”，“奴隶主看奴隶是活工具”，“人更是活工具”；把党的领导和党员群众的关系，歪曲成人和工具、奴隶主和奴隶的绝对服从关系。
……
“驯服工具”论的提出者，装腔作势地抬出“党性”来吓唬人：什么不愿做他的驯服工具就是没有“党性”啦；对他的话“半信半疑”，和他的关系“若即若离”，就是“资产阶级思想”啦。他还胡说：“即使大多数和上级或中央真错了，你也要服从，先照错误的去执行。”否则，他就给你扣上一个“引起组织分裂”的大帽子。总之，他所说的“党性”就是“奴隶性”，就是“驯服性”！就是要党员变成没有头脑的机器，谁开都可以，干什么都行。
为了给他这种谬论制造根据，他胆大包天，竟然公开对抗毛主席的阶级和阶级斗争学说，否认社会上的阶级斗争必然要反映到党内来，否认党内一直存在着两条路线的斗争，存在着马克思主义和机会主义的斗争。他胡说什么陈独秀、王明的右倾机会主义路线只是“很短的时期”，是由于“没有经验造成的”；胡说什么在社会主义时期只有“建设共产主义方法的不同”。他掩盖党内两条路线斗争的实质，目的就是反对党员提高路线斗争的觉悟，放弃原则斗争，只讲组织服从。
这是什么“党性”？这是修正主义党的“党性”！这是法西斯党的“党性”！
毛主席说：“一个共产党员，应该是襟怀坦白，忠实，积极，以革命利益为第一生命，以个人利益服从革命利益；无论何时何地，坚持正确的原则，同一切不正确的思想和行为作不疲倦的斗争，……”
共产党员绝不能盲从，不能做奴隶，必须有高度的路线斗争的觉悟，明辨真假，认清方向，对执行无产阶级革命路线的领导，坚决拥护，坚决服从；对执行反革命修正主义路线和资产阶级反动路线的领导，不管他职位多高，声望多大，资格多老，不管暂时拥有怎样的虚假的多数，都要坚决抵制，坚决斗争，坚决造反，决不搞“和平共处”，决不搞“绝对服从”。这才是真正的共产党的党性！
……
长期以来，党内头号走资本主义道路的当权派和一小撮反革命修正主义分子，拚命鼓吹“驯服工具”论，妄图使我们广大党员变成唯唯诺诺、奴性十足的庸人，变成胸无大志、两眼漆黑的糊涂虫。
在史无前例的无产阶级文化大革命中，这种“驯服工具”论又成为他们对抗以毛主席为代表的无产阶级革命路线，推行资产阶级反动路线的重要武器。他们搬出什么“党性”、“组织性”、“纪律性”来压制党员造反，不许党员革命，以维持他们行将崩溃的统治。
《关于赫鲁晓夫的假共产主义及其在世界历史上的教训》一文指出：“资产阶级和国际帝国主义懂得，要使社会主义国家蜕变为资本主义国家，首先要使共产党蜕变为修正主义的党。”党内头号走资本主义道路的当权派，鼓吹“驯服工具”论，宣扬奴隶主义和极端个人主义，就是要按照这种“理论”改造我们的党，使它蜕变为修正主义的党，法西斯的党，在我国实行资本主义复辟。
党内头号走资本主义道路的当权派编造的“驯服工具”论的种种鬼话，虽然蒙骗了一些人，毒害了一些人。但是，历史是无情的。在光焰无际的毛泽东思想光辉照耀下，亿万革命群众终于把这个中国的赫鲁晓夫、党内头号走资本主义道路的当权派揪了出来，他那一套“驯服工具”论的欺人之谈终于破产了。
打倒反动的“驯服工具”论！

## 群众落后论
群众落后论是综合了刘少奇的一系列言论和文章而得出的。
1967年8月30日，《人民日报》头版转载了《文汇报》编辑部、《解放日报》编辑部、《支部生活》编辑部的联合社论《资产阶级反动路线的本质就是走资本主义道路》，集中批判了刘少奇对群众的态度。社论指出，
在中国共产党内，以毛主席为代表的无产阶级革命路线同以中国赫鲁晓夫为代表的资产阶级反动路线，长期以来，一直激烈地进行着斗争。
两条路线斗争的本质，就是中国向何处去的问题，是走社会主义道路还是走资本主义道路的问题。斗争的集中点，始终是一个政权问题。无产阶级革命路线的本质是走社会主义道路。资产阶级反动路线的本质是走资本主义道路。毛主席说：“不是东风压倒西风，就是西风压倒东风，在路线问题上没有调和的余地。”一红一黑，两条路线的斗争就是这样水火不相容的。
两条路线的斗争，集中表现在对群众的态度上。
无产阶级的革命路线，就是相信群众，依靠群众，尊重群众的首创精神。毛主席说：“人民，只有人民，才是创造世界历史的动力。”“我们历来主张革命要依靠人民群众”。群众观点是马克思主义的一个根本观点。如何对待群众，是检验真假马克思主义者的试金石，是历史唯物论和历史唯心论的根本分歧。
中国赫鲁晓夫站在反动资产阶级立场上，只是相信资产阶级，依靠资产阶级，把广大群众和干部看作俯首贴耳、靠别人“恩赐”的阿斗，把自己看作救世主。他同历史上的一切反动阶级一样，把群众看作是“群氓”，是“渣滓”，是赌博用的“筹码”。完全是一脉相承！在文化大革命中，他的这种极端仇视群众的反革命立场，得到了彻底的大暴露。
……
从这个反动立场出发，中国赫鲁晓夫必然反对群众运动，镇压群众运动。在文化大革命中，他咒骂革命的群众运动是“坏人捣乱”，是“有组织、有计划的阴谋活动”，是“干扰”，是“小流氓”、“小反革命”的痞子运动。毛主席《炮打司令部》的大字报一针见血地揭穿了他的反动本质：“站在反动的资产阶级立场上，实行资产阶级专政，将无产阶级轰轰烈烈的文化大革命运动打下去，颠倒是非，混淆黑白，围剿革命派，压制不同意见，实行白色恐怖，自以为得意，长资产阶级的威风，灭无产阶级的志气，又何其毒也！”
对待群众运动的态度，是个重大政治原则问题。正如林彪同志所说：“革命的群众运动，它天然是合理的。尽管群众中有个别的部分、个别的人，有‘左’有右的偏差，但是群众运动的主流总是适合社会的发展的，总是合理的。”早在四十多年前，毛主席就以最大的热情欢呼农民运动的兴起，欢呼农民起来造反“好得很”，并痛斥了把农民革命运动污蔑为所谓“痞子运动”的反革命言论。在无产阶级文化大革命中，毛主席亲自批准发表了全国第一张马列主义大字报，支持了新生的红卫兵运动，支持了“一月革命”的夺权斗争。毛主席就是这样无限地相信群众，依靠群众，尊重群众的革命首创精神，并及时把群众的创造加以总结提高，推动了整个运动的发展。毛主席就是这样一位真正同人民血肉相连的伟大的无产阶级革命家，就是这样一位中国革命和世界革命的伟大舵手！
反对革命的群众运动，就是反对革命。列宁说：“要革命，但又不进行‘群众性的革命斗争’，这是不可能的。这样的革命从来也没有过。”资产阶级从来不可能也不肯搞真正的群众运动。一旦群众起来了，越出雷池一步，触及他们的阶级利益时，就迫不及待地回过头来镇压。中国赫鲁晓夫有时也空谈什么群众运动，但是，当群众真正起来时，他就慌了手脚，大骂群众是“暴徒”，到处抓“右派”，抓“反革命”。他干的完全是蒋介石的那一套，嘴里天天说“唤起民众”，民众起来了，就反过来进行疯狂的镇压。他挂了“革命”的招牌，干的却是同蒋介石一样的反革命勾当。
反对群众运动，就是反对社会主义。毛主席说，社会主义革命和社会主义建设，必须坚持群众路线，放手发动群众，大搞群众运动。社会主义是空前宏伟的革命事业，没有广泛而深入的群众运动，是绝对不能想象的。
在这场无产阶级文化大革命中，中国赫鲁晓夫的镇压群众运动、复辟资本主义的活动达到了登峰造极的地步。他不仅压制革命的群众运动，还打击广大要求革命的干部起来革命，甚至直接把矛头指向无产阶级司令部。当他在无产阶级革命派的总攻击面前，陷入穷途末路的时候，又施展故技，把他在土改运动中那一套“搬石头”，以及四清运动中要干部“大换班”、“统统罢官”的形“左”实右的机会主义路线，全盘搬到文化大革命中来了。他不仅到处散布“怀疑一切、打倒一切”的无政府主义思潮，而且公然叫嚷要中央文革小组“退到二线去”。甚至丧心病狂地鼓动反革命分子“多活动一点，多写一点反动标语，多发表一些反动言论”，猖狂地直接反对我们的伟大领袖毛主席！在他靠了边以后，还继续以各种形式，通过他安插在各地的爪牙，挑动武斗，制造混乱，同无产阶级继续进行较量。这是两条路线斗争的继续，也是走社会主义道路还是走资本主义道路斗争的继续。看来，这场斗争，还将继续一个相当的时期。可是中国赫鲁晓夫却胡说什么是“老革命遇到新问题”。不对，你是老反革命，老机会主义分子，推行资产阶级反动路线是你几十年来的“老问题”！五十天的资产阶级反动路线，是你十年、二十年的资产阶级反动路线的继续；五十天，就是为了掩护十年、二十年所坚持的资本主义道路。早在民主革命中，你就跟在陈独秀的屁股后面，咒骂工人运动“过分”，“‘左’倾得岂有此理”，并且咬牙切齿要北洋政府“开除几个冒进的工人领袖”，目的就是反对无产阶级武装夺取政权。在社会主义革命中，你命令“工人不要捣乱”，要农民“反一下冒进”，教训党“不要被胜利冲昏头脑”，目的就是要发展资本主义，建立资产阶级专政。在所有制改造基本完成后，你贼性不改，恶毒地攻击大跃进是“发疯”，污蔑群众运动是“一轰而起”，“实际上是空空洞洞”。在四清运动中，宣扬“群众象野马一样，发动起来就会出乱子”，目的仍是为了复辟资本主义。你四十年如一日，群众运动一起来，就拚命镇压，轻车熟路，一无例外，这算得了什么“新问题”呢？你怎么可能在这一阵薄薄的烟幕下溜掉呢？凡是镇压群众运动的人都没有好下场。北洋军阀镇压群众运动，蒋介石也镇压群众运动，他们最后都落得个被群众运动的怒涛所埋葬。中国赫鲁晓夫的下场，也不会比他的前辈好一些。
……

1968年9月1日，两报一刊（《人民日报》、《红旗》杂志、《解放军报》编辑部）联合发表社论《把新闻战线的大革命进行到底——批判中国赫鲁晓夫反革命修正主义的新闻路线》。其中摘登了刘少奇1949年5月19日在北京发表的《在北京干部会议上的讲话》。
五月，他在北京又愤愤不平地说：报纸上“每天都是工人们的好消息，但和资本家就不好，没有登他们的好消息。”⑥他卖力地替资本家“请命”：“资本家反映说我们的报纸不好，我说的确有点不大好，我也承认这个错误，我们的报纸是有一点偏向的，以后应该采取：是就是，非就非，好就好，坏就坏”，“资本家有好就说好，工人不好就说不好”⑦！
⑥《在全国青年第一次代表大会上的讲话》，一九四九年五月十二日。
⑦《在北京干部会议上的讲话》，一九四九年五月十九日。
1968年10月25日，《人民日报》发表署名“群向阳”的文章《戳穿“群众落后论”的画皮》。文章指出，
毛主席的革命路线，就是最彻底的群众路线。毛主席最近指出：“共产党基本的一条，就是直接依靠广大革命人民群众。”这是伟大领袖毛主席对我们的一贯教导，也是毛主席的党的建设理论的重大发展。
中国赫鲁晓夫这个大叛徒、大内奸、大工贼，为了篡党和复辟资本主义，一贯反对毛泽东思想，百般污蔑和丑化广大工人和贫下中农，大肆散布“群众落后论”。对于这种反动谬论，必须彻底批判。
工人阶级“是我们革命的领导力量”，贫下中农是“工人阶级的最可靠的同盟者”。但是，中国赫鲁晓夫却恶毒污蔑中国工人阶级“其阶级觉悟不高”，胡说什么“工人不好就说不好”。这是他反革命立场的大暴露，是他敌视和仇恨工人群众的自白书。
中国赫鲁晓夫大肆散布“群众落后论”，具有十分阴险的目的。

接着，文章给“群众落后论”罗列了以下“十分阴险的目的”：“是阻挠党从工农群众中吸收新鲜血液的拦路虎”，“是中国赫鲁晓夫招降纳叛的遮羞布”，“是压制群众革命的紧箍咒”，“是镇压群众运动的狼牙棒”，“又是破坏党群关系的恶性腐蚀剂”。
文章最后说，
一句话，中国赫鲁晓夫炮制“群众落后论”，就是为了篡党，就是为了镇压群众，就是为了复辟资本主义。但是，和工农群众为敌的人，从来都没有好下场。无产阶级文化大革命早已把中国赫鲁晓夫扫进了历史的垃圾堆。
对待工农群众的态度，从来就是革命和反革命的试金石。伟大领袖毛主席极其深刻地指出：“对广大人民群众是保护还是镇压，是共产党同国民党的根本区别，是无产阶级同资产阶级的根本区别，是无产阶级专政同资产阶级专政的根本区别。”大肆污蔑群众落后的中国赫鲁晓夫，就是钻进共产党内的国民党，是帝国主义和资产阶级的代理人。

“和人民群众紧密地联系在一起”，是党的三大作风之一，也是我们党永葆革命青春的根本保证。让我们奋起毛泽东思想千钧棒，彻底批臭中国赫鲁晓夫的“群众落后论”，更坚定地相信革命群众，更紧密地直接依靠革命群众，“吐故纳新”，搞好整党建党，夺取无产阶级文化大革命的全面胜利。 

## 入党做官论
入党做官论源于刘少奇所说的如下一段话，
“过去考上秀才就可以做官，现在加入了共产党，也可以做官，这个党员就是干部的后备名单。”
据称，这段话出自刘少奇1951年3月28日《在中国共产党第一次全国组织工作会议上的报告》。 但在中共中央正式下发的该文件中这段话没有出现。
1968年10月29日，《人民日报》集中刊登了一批批判“入党做官论”的群众来稿。比如署名“赤兵”、单位为“北京部队空军 ”的《批臭“入党做官论”》称，
伟大领袖毛主席教导说：“我们共产党人不是要做官，而是要革命”。要革命，还是要做官，这是真假共产党员的根本区别。
中国赫鲁晓夫这个无耻的大叛徒，猖狂地反对毛主席的无产阶级建党路线，公然鼓吹“入党做官论”的腐朽哲学，胡说什么：“过去考上秀才就可以做官，现在加入了共产党，也可以做官，这个党员就是干部的后备名单。”这是中国赫鲁晓夫投机政客的自画像，是他丑恶灵魂的大暴露。
中国赫鲁晓夫及其代理人，就是把混入共产党当作他们升官发财的敲门砖。为做官，他们可以伪造历史，招摇撞骗，把共产党员的光荣称号当作向上爬的阶梯；为做官，他们可以拉山头，搞宗派，把党的事业当作他们争名夺利的角逐场；为做官，他们可以从敌人的狗洞里爬出来，出卖灵魂，出卖同志，出卖党。
……

## 党内和平论
党内和平论出自刘少奇1939年7月在延安马列学院对学员发表的著名演讲《论共产党员的修养》。该文中谈到了所谓“党内和平”，指出，
党内的左倾机会主义者对待党内斗争的态度，他们的错误是很明显的。按照这些似乎疯癫的人看来，任何党内和平，即使是在原则路线上完全一致的党内和平，也是要不得的。他们在党内并没有原则分歧的时候也硬要去“搜索”斗争对象，把某些同志当作“机会主义者”，作为党内斗争中射击的“草人”。他们认为，党的发展，无产阶级革命斗争的胜利，只有依靠这种错误的斗争，依靠这种射击“草人”的火力，才能得到灵验如神的开展。他们认为只有这样“平地起风波”，故意制造党内斗争，才算是“布尔什维克”。当然，这并不是什么真正要郑重其事地进行党内斗争，而是对党开玩笑，把极严肃性质的党内斗争当作儿戏来进行。主张这样做的人，并不是什么“布尔什维克”，而是近乎不可救药的人，或者是以“布尔什维克”名义来投机的人。
1967年4月3日，首都大专院校红代会举行群众大会，批判《论共产党员的修养》的“反动本质”。《人民日报》于1967年4月6日对此次群众大会进行了报道，内称，
师范大学井冈山公社代表的发言，揭穿了《修养》中所散布的“党内和平论”的反动本质，指出这种谬论是复辟资本主义的工具。他在发言中说，一部中国共产党的历史就是一部阶级斗争的历史，就是以毛主席为代表的无产阶级革命路线同形形色色的“左”右倾机会主义路线斗争并不断取得胜利的历史。党内头号走资本主义道路的当权派，口口声声讲什么“党内和平”，但正是他，一次又一次地向毛主席的无产阶级革命路线发动了猖狂的进攻。他所讲的“党内和平”，实质就是只许阶级敌人和机会主义者向我们党，向毛主席的无产阶级革命路线猖狂进攻，而不准我们无产阶级回击，同他们进行斗争；就是用修正主义的“合二而一”论代替马克思列宁主义的革命辩证法；用阶级调和论代替阶级斗争学说，抹杀党内斗争的阶级实质，鼓吹党内无原则的和平，取消党内两条路线的斗争，为他的篡党篡政的罪恶目的服务。我们一定高举毛泽东思想伟大红旗，彻底摧毁《修养》，让毛泽东思想在我们的头脑中扎根。

## 公私溶化论（即“吃小亏占大便宜”）
公私溶化论也来自刘少奇的《论共产党员的修养》。
我们的党员，不是什么普通的人，而是觉悟的无产阶级的先锋战士。他应该成为无产阶级的阶级利益和阶级意识的自觉的代表者。因此，他的个人利益完全不应该在党和无产阶级的利益之外突现出来。党的干部和党的领导人，更应该是党和无产阶级的一般利益的具体代表者，他们的个人利益，更应该完全溶化在党和无产阶级的一般利益和目的之中。在今天中国的环境中，只有无产阶级最能代表民族解放的利益，因此，我们的党员也应该是整个民族利益的最好的代表者。
在首都大专院校红代会上，有代表批判指出，
地质学院东方红公社的代表在大会上发言，狠狠地批判了《修养》所宣扬的“要使自己的个人利益和党的利益完全一致”，以至“完全溶化”的公私溶化论。他说，毛主席教导我们：“共产党员无论何时何地都不应以个人利益放在第一位，而应以个人利益服从于民族的和人民群众的利益。”按毛主席的话来办，就是一心为公，就是无产阶级世界观；反过来，把个人利益放在第一位，就是一心为私，就是资产阶级世界观。党的利益和个人利益的矛盾，就是公与私的矛盾，就是无产阶级世界观与资产阶级世界观的斗争。党内头号走资本主义道路当权派提出的个人利益完全溶化到党的利益中，是耍了一个花招，是在党的利益这块招牌背后纳秽藏垢，发展形形色色的个人主义。“公私溶化论”就是公开地在思想领域里搞“公私合营”，以私化公，私字第一，为公是假，为私是真。这个谬论就是在“党的利益”的幌子下，提倡个人主义，想把个人利益塞进党的利益之中，“溶化”起来，使个人主义在党内合法化。这就是党内头号走资本主义道路的当权派假革命真反动的“公私溶化论”的实质和核心。在无产阶级文化大革命中，这个谬论的流毒很广，不少干部怕字当头，怕丢“官”，怕犯错误，怕失去个人利益，因而站到资产阶级反动路线的立场上，犯了严重错误。“公私溶化论”是为推行资产阶级反动路线服务的。我们一定要发动一场规模浩大的“人民战争”，彻底批臭《修养》，大立毛泽东思想。
“吃小亏占大便宜”源于1960年1月31日刘少奇在同亲友的家宴上回答侄女所提的“现在党号召改造世界观，我们改造世界观从哪里入手呢？”这个问题所作的回答。据刘少奇夫人王光美回忆，当时刘少奇的说法是，
你们正在学习时期，学习时期即是准备时期，要准备好。你们中间有三个念大学的，还有念中专的，有个又红又专的问题，红就是世界观改造问题。如果世界观不对头，就会感到很难受，世界观问题搞通了，对头了，干劲就来了。个人利益、暂时利益是要照顾的，但在有矛盾时，就要服从整体利益、长远利益。个人、集体，部分、整体，暂时、长远，是能统一起来的。在某种时候，个人要吃点亏。
……

办大家的事情，是占人点便宜好，还是吃点亏好？我看宁愿吃点亏。人家不干的，你干，这不是吃了亏了吗？要宁愿吃这个亏，这叫吃小亏，占大便宜。一心一意工作，可能人家一时不了解，但10年20年会看清楚。相反，整天想到个人，最后是没有个人利益，占小便宜，吃大亏。
王光美还回忆了此前及此后刘少奇对“吃亏”、“占便宜”的几次说法。
1966年12月28日，刘少奇与前妻王前所生的女儿刘涛写下了《造刘少奇的反，跟着毛主席干一辈子革命——我的初步检查》的长篇大字报。内称，
……他以前对我的教育，表面上也让我学习毛选，但实际上是叫我“吃小亏，占大便宜”，“丢了芝麻，拣了西瓜”，“你想得的，反而得不到；不想得的反而得到了”，对他这套人生哲学，以前不太认识，还觉得挺对，但实际上这跟毛主席的完全彻底地为人民服务比起来，完全可以看出是一个更高级的个人主义，带有更大的迷惑性。他的世界观根本就没有改造好，他做了国家主席以后，他大概觉得他占了最大的便宜了吧。他的世界观根本不是无产阶级的，而是资产阶级的。这场文化大革命，就是要革一切资产阶级思想的命，由于他的这种世界观，决定了他一定会制定反动路线。

1967年1月2日，刘涛又写下了一张大字报《看！刘少奇的丑恶灵魂》，并于1967年1月3日一式三份分别张贴在清华大学、中南海职工食堂门口等地，在社会上造成了很大影响。该大字报称，
刘处处为自己打算，自私自利到极点，但在同志们面前却又装作很廉洁。刘少奇是个地地道道的伪君子。他曾对我母亲谈过：“你看人家刘瑛（洛甫的老婆）多聪明，穿的不好，吃的可好呐！吃在肚里谁也不见，穿在外边大家不都看见了吗。”从这一件小事就可以看出刘少奇的小算盘打的有多精。还有一次给战士缝衣服，妈妈让阿姨去了，自己带孩子。刘知道了就指责妈妈说：“你真愚蠢，在家带孩子多累，去缝衣服又轻快，又是群众场合，大家都能看到……。这就是他那个“吃小亏占大便宜“的商人哲学的典型表现。他现在对我们也是进行的这种修正主义教育，他说：你们不要怕吃小亏。长征时，你只要下个决心和别人同甘共苦，大家也不会亏待你，不但饿不着，还有马骑。他让我们去上半工（农）半读的学校，半工半读（也是他提的那套半工半读）培养出来的是第一代共产主义新人，将来就大有发展前途……。原来我对他的这套商人哲学并无认识，后来对照了毛主席著作，才看出这是有本质的区别，毛主席说：“我们的共产党和共产党所领导的八路军、新四军，是革命的队伍，我们这个队伍完全是为着解放人民的，是彻底地为人民的利益工作的。”毛主席教导我们的是毫无自私自利之心，是“完全”、“彻底”地为人民服务，刘少奇却要我们多吃小亏，占大便宜，归根到底还是为个人。1941年在前线时，在这样艰苦的环境中，别人吃的是玉米渣，刘每天可要吃一只老母鸡，让副官到处给他买活鸡、活鱼，还要吃桔子。象他这样的人，不和群众同甘苦，他到底干的是什么革命呀！ 